# Ksenija Aleksandrovna Romanova
Ksenija Aleksandrovna Romanova (in russo Ксения Александровна Романова?; San Pietroburgo, 6 aprile 1875 – Hampton Court, 20 aprile 1960) era la prima delle figlie dell'erede al trono, lo zarevic Alessandro e di Dagmar di Danimarca.
Era sorella di Nicola II di Russia, dei granduchi Giorgio, Michele II, della granduchessa Olga e del granduca Alessandro. Si sposò con il granduca Aleksandr Michajlovič Romanov con il quale ebbe sette figli.

## Biografia

### Infanzia ed educazione
Ksenija nacque a San Pietroburgo a Palazzo Aničkov. Visse con la famiglia nella paura continua di attentati terroristici. Nel febbraio 1880, dei nichilisti riuscirono a guadagnare l'accesso al Palazzo e gettarono una bomba nella sala da pranzo. La bomba provocò danni considerevoli, ma senza fare vittime. Il 13 marzo 1881, quando aveva sei anni, Ksenija fu testimone della morte di suo nonno Alessandro II di Russia che fu assassinato da un rivoluzionario nichilista.
Suo padre salì al trono e divenne zar con il nome di Alessandro III. Lo zar spostò subito la famiglia in un luogo sicuro in campagna, alla Gatčina, 30 miglia a sud-est di San Pietroburgo.
Ksenija fu educata da tutori privati e studiò inglese, francese e tedesco, ma non riuscì mai ad imparare il danese, la lingua della madre. Ksenija si divertiva con i fratelli, praticava sport e suonava il pianoforte. Di profonde credenze religiose, ricevette la prima comunione nel 1883.
Nel 1884 la famiglia raggiunse la Danimarca per la consacrazione della nuova chiesa ortodossa a Copenaghen. Ksenija fu ben accetta, tanto che il compositore danese Valdemar Vater, le pagò un tributo scrivendo la "Polca-Mazurka Ksenija". Ritornati in Russia, il granduca Luigi IV d'Assia arrivò alla reggia di Peterhof con la sua famiglia per il matrimonio della sua seconda figlia Ella (Elisabeth o Elizaveta Fëdorovna) con lo zio paterno di Ksenija, il granduca Sergej Aleksandrovič Romanov. Qui incontrò la futura cognata, Alessandra d'Assia, che era chiamata "Alix" e che allora aveva 12 anni. La nuova zia Ella divenne particolarmente affettuosa con Ksenija ed il fratello Nicola. Nel 1888, Ksenija ed Alix cominciarono a scriversi.

### Attentati terroristici
Nel 1887 il padre fu informato che molti studenti avevano portato libri contenenti bombe per fare un attentato alla famiglia mentre stava per prendere il treno a Gačina. Uno dei terroristi era Aleksandr Il'ič Ul'janov, fratello di Vladimir Il'ič Ul'janov poi conosciuto con il nome di Lenin. Nell'ottobre 1888, la famiglia stava viaggiando nel Caucaso quando improvvisamente il treno deragliò. Ksenija si salvò. Il rapporto ufficiale fu che il treno era deragliato a causa di problemi tecnici, ma in realtà era stata una bomba.

### Matrimonio
All'età di undici anni si innamorò del cugino Aleksandr Michajlovič, nipote dello zar Nicola I. La coppia si sposò il 6 agosto 1894 nella reggia di Peterhof; passarono la loro prima notte di nozze nel Palazzo di Ropša, e la loro luna di miele ad Ai-Todor (l'appezzamento di terreno di Aleksandr in Crimea). Durante la luna di miele, il padre si ammalò e morì il 1º novembre 1894.
Il 9 febbraio 1914, la figlia Irina decise di sposare il principe Feliks Feliksovič Jusupov, erede della ricca famiglia Jusupov.

### La Rivoluzione del 1905

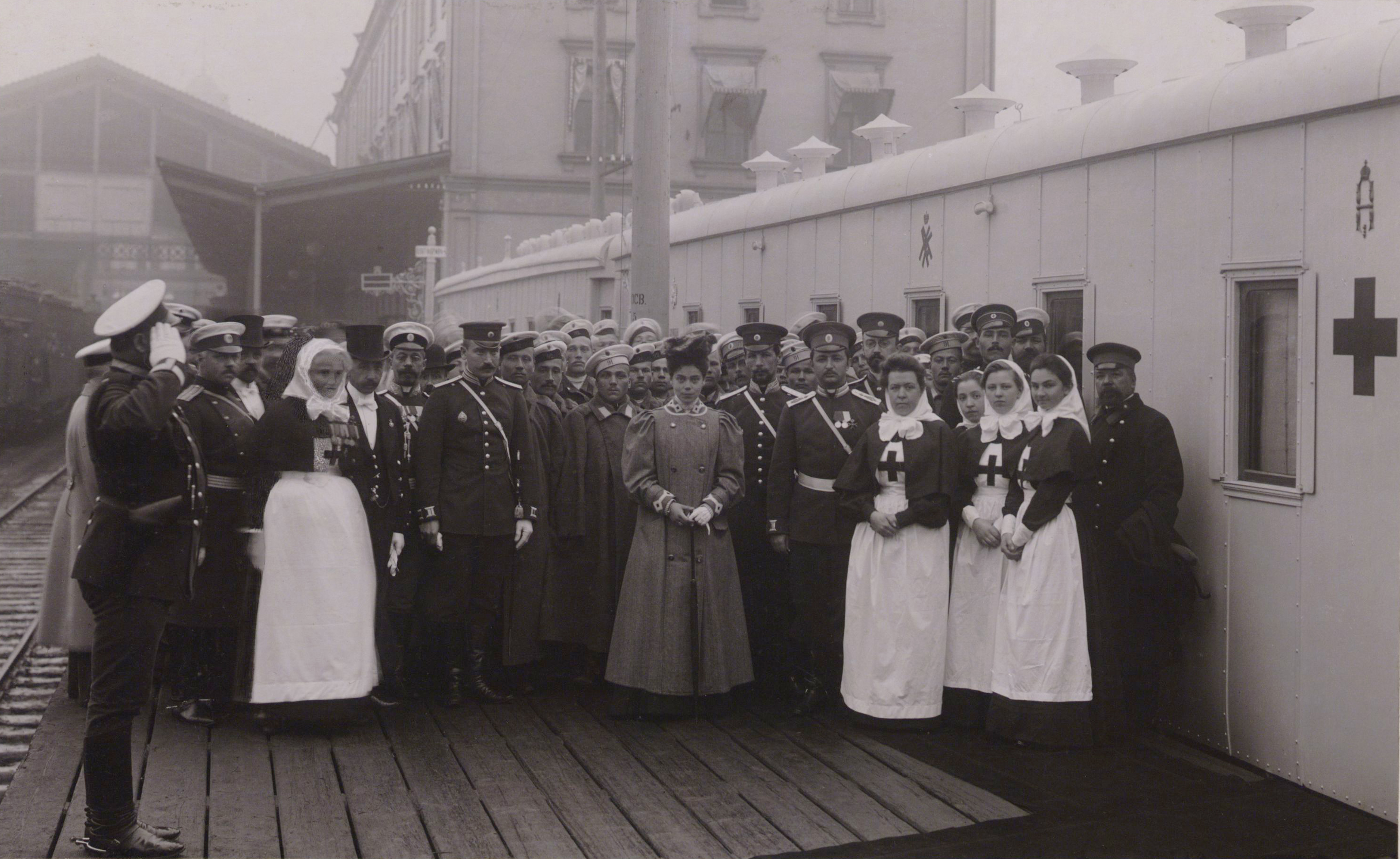
Xenia con il suo treno di soccorso nell'agosto 1905.

A seguito del non buon andamento della guerra tra Russia e Giappone, la popolazione russa cominciò a protestare per le evidenti carenze del loro paese. A gennaio 1905 i soldati di Nicola II spararono sulla folla che era arrivata a palazzo per volgere una petizione: quel giorno fu definito come la Domenica di sangue; a febbraio lo zio di Ksenija, Sergej Aleksandrovič, fu ucciso a Mosca con una bomba, mentre lei e la famiglia erano in Crimea nella casa ad Ai-Todor. Intanto ci fu l'ammutinamento della flotta Marittima sul Mar Nero e lei ne fu terrorizzata. Diecimila soldati arrivarono per proteggerla.
La situazione si calmò. Ad ottobre lo zar acconsentì all'introduzione delle libertà civili di base, ad aumentare la partecipazione alla Duma di Stato e a dotarla di poteri legislativi.
Tuttavia, Nicola II fu determinato a mantenere il proprio potere autocratico. Appena prima della creazione della Duma nel maggio 1906, lo zar promulgò la Costituzione in contraddizione col Manifesto di ottobre.

### La prima guerra mondiale e la Rivoluzione del 1917

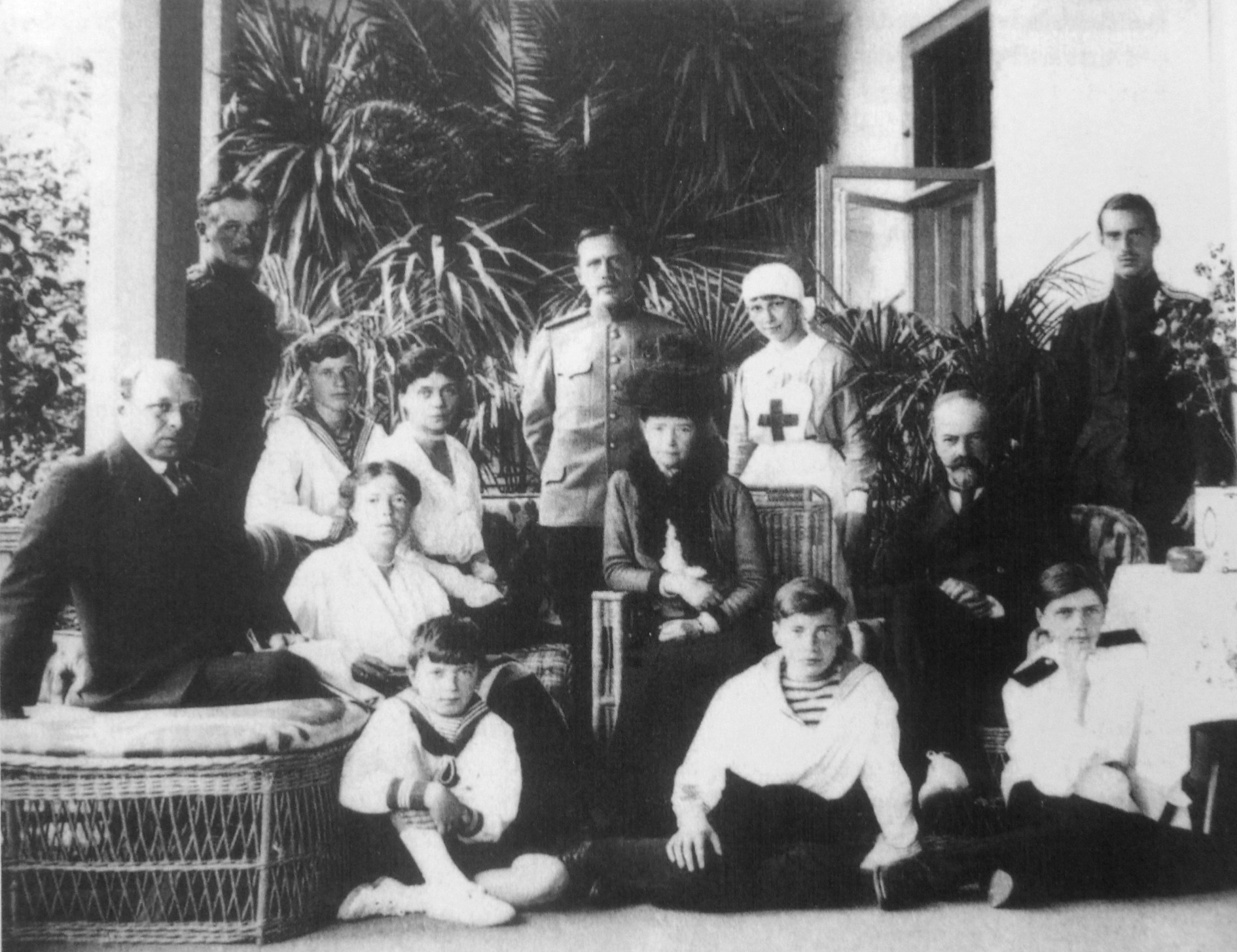
Una parte dei Romanov agli arresti in Crimea nel 1918.

Lo scoppio della prima guerra mondiale colse Ksenija e sua madre impreparate. Ksenija era in Francia mentre Maria era a Londra. S'incontrarono a Calais dove un treno privato dell'imperatrice avrebbe dovuto trasportarle in Russia, ma arrivando a Berlino trovarono la linea per la Russia chiusa e fu permesso loro di andare in Danimarca. Ksenija e sua madre attraversarono la Finlandia. Michail si ricongiunse con la famiglia l'11 agosto.
Nel 1915, Ksenija e Maria seppero che Nicola II voleva prendere il comando delle forze armate e lo raggiunsero a Carskoe Selo per dissuaderlo, senza riuscirvi. Ksenija, rendendosi conto dell'imminente pericolo di una rivoluzione, si rifugiò nella residenza di Ai-Todor. Lì seppe dell'assassinio di Rasputin e della complicità del genero Feliks Feliksovič Jusupov e sperò che la madre potesse far capire al fratello in che situazione fosse ormai la Russia. Il 19 febbraio 1917 Ksenija andò nel Palazzo d'Inverno tentando di vedere lo zar, ma il permesso fu rifiutato dal governo provvisorio e ritornò a Ai-Todor.
Nel 1918, Ksenija scoprì che Nicola II e la sua famiglia erano stati uccisi per mano dei bolscevichi. Quando l'Armata rossa stava per raggiungere il confine della Crimea, Giorgio V l'11 aprile 1919 la fece fuggire e la portò in Gran Bretagna con l'aiuto della Regina Alessandra. 

### Vita successiva
Dopo la rivoluzione russa, Ksenija divorziò da Sandro che si stabilì a Parigi. Nell'ottobre 1928, la madre Maria si ammalò seriamente: il 13 ottobre morì.
Il 17 maggio 1920, Ksenija, come sorella più vecchia di Nicola II, divenne l'erede dei suoi appezzamenti di terreno in Inghilterra. Il valore dell'appezzamento di terreno era cinquecento sterline britanniche. Nel 1925, la situazione finanziaria di Ksenija era divenuta disperata. Suo cugino, Re Giorgio V le permise di stabilirsi a Frogmore House, nel parco di Windsor. Nel luglio 1928, dieci anni dopo la morte di Nicola II e della sua famiglia, Ksenija e i suoi familiari avevano sperato di prendere possesso dell'appezzamento di terreno di Langinoski in Finlandia, ma non fu così. Dopo la morte di sua madre, vendette l'appezzamento di terreno di Hvidøre ed i gioielli di famiglia.

#### Ultimi anni e morte
Il 26 febbraio 1933 Sandro morì, e fu seppellito il 1º marzo a Roquebrune-Cap-Martin nel sud della Francia. Ksenija ed i suoi figli erano presenti. Verso il 1934, visto che il cottage di Frogmore era troppo piccolo per Ksenija e la sua famiglia, gli fu aggiunta una piccola ala.
Ksenija si trasferì nel marzo del 1937 nel palazzo di Hampton Court e vi rimase fino alla morte, avvenuta il 20 aprile 1960.

## Discendenza
La granduchessa Ksenija e Aleksandr Michajlovič Romanov ebbero:
- Irina Aleksandrovna, nata nel 1895 e morta nel 1970;
- Andrej Aleksandrovič, nato nel 1897 e morto nel 1981;
- Fëdor Aleksandrovič, nato nel 1898 e morto nel 1968;
- Nikita Aleksandrovič, nato nel 1900 e morto nel 1974;
- Dmitrij Aleksandrovič, nato nel 1901 e morto nel 1980;
- Rostilav Aleksandrovič, nato nel 1902 e morto nel 1978;
- Vasilij Aleksandrovič, nato nel 1907 e morto nel 1989.

## Ascendenza
|                                      |                                                                |                                                      | Genitori                               |  |  | Nonni |  |  | Bisnonni           |  |  | Trisnonni         |  |
|                                      |                                                                |                                                      |                                        |  |  |       |  |  | Nicola I di Russia |  |  | Paolo I di Russia |  |
|                                      |                                                                |                                                      |                                        |  |  |       |  |  | Nicola I di Russia |  |  | Paolo I di Russia |  |
|                                      |                                                                | Sofia Dorotea di Württemberg                         |                                        |  |  |       |  |  | Nicola I di Russia |  |  |                   |  |
| Alessandro II di Russia              |                                                                |                                                      |                                        |  |  |       |  |  | Nicola I di Russia |  |  |                   |  |
|                                      |                                                                | Carlotta di Prussia                                  | Federico Guglielmo III di Prussia      |  |  |       |  |  |                    |  |  |                   |  |
|                                      |                                                                | Carlotta di Prussia                                  | Federico Guglielmo III di Prussia      |  |  |       |  |  |                    |  |  |                   |  |
|                                      |                                                                | Carlotta di Prussia                                  | Luisa di Meclemburgo-Strelitz          |  |  |       |  |  |                    |  |  |                   |  |
| Alessandro III di Russia             |                                                                | Carlotta di Prussia                                  |                                        |  |  |       |  |  |                    |  |  |                   |  |
|                                      |                                                                | Luigi II d'Assia, granduca d'Assia                   | Luigi I d'Assia, granduca d'Assia      |  |  |       |  |  |                    |  |  |                   |  |
|                                      |                                                                | Luigi II d'Assia, granduca d'Assia                   | Luigi I d'Assia, granduca d'Assia      |  |  |       |  |  |                    |  |  |                   |  |
|                                      |                                                                | Luigi II d'Assia, granduca d'Assia                   | Luisa d'Assia-Darmstadt                |  |  |       |  |  |                    |  |  |                   |  |
| Maria Massimiliana d'Assia-Darmstadt |                                                                | Luigi II d'Assia, granduca d'Assia                   |                                        |  |  |       |  |  |                    |  |  |                   |  |
|                                      |                                                                | Guglielmina di Baden                                 | Carlo Luigi di Baden                   |  |  |       |  |  |                    |  |  |                   |  |
|                                      |                                                                | Guglielmina di Baden                                 | Carlo Luigi di Baden                   |  |  |       |  |  |                    |  |  |                   |  |
|                                      |                                                                | Guglielmina di Baden                                 | Amelia Frederica di Hesse-Darmstadt    |  |  |       |  |  |                    |  |  |                   |  |
| Ksenija Aleksandrovna Romanova       |                                                                | Guglielmina di Baden                                 |                                        |  |  |       |  |  |                    |  |  |                   |  |
|                                      | Federico Guglielmo di Schleswig-Holstein-Sonderburg-Glücksburg | Federico Carlo di Schleswig-Holstein-Sonderburg-Beck |                                        |  |  |       |  |  |                    |  |  |                   |  |
|                                      | Federico Guglielmo di Schleswig-Holstein-Sonderburg-Glücksburg | Federico Carlo di Schleswig-Holstein-Sonderburg-Beck |                                        |  |  |       |  |  |                    |  |  |                   |  |
|                                      | Federico Guglielmo di Schleswig-Holstein-Sonderburg-Glücksburg | Federica Amalia di Schlieben                         |                                        |  |  |       |  |  |                    |  |  |                   |  |
| Cristiano IX di Danimarca            | Federico Guglielmo di Schleswig-Holstein-Sonderburg-Glücksburg |                                                      |                                        |  |  |       |  |  |                    |  |  |                   |  |
|                                      |                                                                | Luisa Carolina d'Assia-Kassel                        | Carlo d'Assia-Kassel                   |  |  |       |  |  |                    |  |  |                   |  |
|                                      |                                                                | Luisa Carolina d'Assia-Kassel                        | Carlo d'Assia-Kassel                   |  |  |       |  |  |                    |  |  |                   |  |
|                                      |                                                                | Luisa Carolina d'Assia-Kassel                        | Luisa di Danimarca (1750-1831)         |  |  |       |  |  |                    |  |  |                   |  |
| Dagmar di Danimarca                  |                                                                | Luisa Carolina d'Assia-Kassel                        |                                        |  |  |       |  |  |                    |  |  |                   |  |
|                                      |                                                                | Guglielmo d'Assia-Kassel                             | Federico d'Assia-Kassel                |  |  |       |  |  |                    |  |  |                   |  |
|                                      |                                                                | Guglielmo d'Assia-Kassel                             | Federico d'Assia-Kassel                |  |  |       |  |  |                    |  |  |                   |  |
|                                      |                                                                | Guglielmo d'Assia-Kassel                             | Carolina Polissena di Nassau-Usingen   |  |  |       |  |  |                    |  |  |                   |  |
| Luisa d'Assia-Kassel                 |                                                                | Guglielmo d'Assia-Kassel                             |                                        |  |  |       |  |  |                    |  |  |                   |  |
|                                      |                                                                | Luisa Carlotta di Danimarca                          | Federico di Danimarca                  |  |  |       |  |  |                    |  |  |                   |  |
|                                      |                                                                | Luisa Carlotta di Danimarca                          | Federico di Danimarca                  |  |  |       |  |  |                    |  |  |                   |  |
|                                      |                                                                | Luisa Carlotta di Danimarca                          | Sofia Federica di Meclemburgo-Schwerin |  |  |       |  |  |                    |  |  |                   |  |
|                                      |                                                                | Luisa Carlotta di Danimarca                          |                                        |  |  |       |  |  |                    |  |  |                   |  |